# Mon petit poney, le film
Pour le film de 2017, voir My Little Pony, le film.
Pour plus de détails, voir Fiche technique et Distribution.
Mon petit poney, le film (My Little Pony: The Movie) est un film réalisé par Michael Joens, sorti en 1986 aux États-Unis. Il est basé sur la ligne de jouets Hasbro, Mon petit poney.

## Fiche technique
- Titre : Mon petit poney, le film
- Titre original : My Little Pony: The Movie
- Réalisation : Mike Joens
- Scénario : George Arthur Bloom
- Musique : Robert J. Walsh
- Producteurs : Jay Bacal, Tom Griffin (associés pour Sunbow), Margaret Loesch, Lee Gunther (associés pour Marvel)
- Distribution : De Laurentiis Entertainment Group
- Budget : 5 958 456 $
- Langue : anglais
- Pays d’origine : États-Unis
- Durée : 86 minutes
- Date de sortie : 1986

## Voix originales
- Danny DeVito : Roi Grundle
- Madeline Kahn : Draggle
- Cloris Leachman : Hydia
- Rhea Perlman : Reeka
- Tony Randall : Le Moochick
- Alice Playten : Bébé Lickety Split et Bushwoolie n°1
- Charles Adler : Spike et la créature des bois
- Michael Bell : Grundle
- Cathy Cavadini : L'étoile du nord
- Nancy Cartwright : Gusty et Bushwoolie n°4
- Peter Cullen : Grundle et Ahgg
- Laura Dean : Sundance et Bushwoolie n°2
- Katie Leigh : Fizzy et bébé Sundance
- Scott Menville : Danny
- Russi Taylor : La gloire du matin, Rosedust, Bushwoolie et la moufette
- Frank Welker : Bushwoolie n°3 et Grundle
- Ellen Gerstell : l'étoile magique
- Keri Houlihan : Molly
- Tammy Anderson : Megan
- Sheryl Bernstein : Boutons créature des bois et Bushwoolie
- Laurel Page : Sweet Stuff
- Sarah Partridge : Wind Whistler
- Jill Wayne : Shady et bébé Lofty